# 中鋼集團總部大樓
中鋼集團總部大樓（China Steel Corporation Headquarters）是一棟位於台灣高雄市前鎮區的集合式辦公大樓，為台灣中國鋼鐵集團的總部所在地。由台灣建築師姚仁喜設計，並由中鋼集團子公司聯鋼營造工程承包興建。大樓設計參考青銅禮器四足方鼎，地上鋼結構樓高29層、地下鋼筋混凝土4層，外殼為雙層玻璃帷幕。
中鋼總部大樓位於高雄市政府推動的亞洲新灣區（高雄多功能經貿園區）範圍內，並非獨立開發案，該大樓興建前中鋼已在周圍土地興建大型的商場建築，供家樂福、宜家家居等廠商承租。該大樓除了作為集團內各單位的辦公用途，部分樓層也對外出租，知名租戶包括兆豐銀行、勤業眾信聯合會計師事務所、日商三菱日聯銀行高雄分行、美國在台協會高雄分處。

## 交通資訊

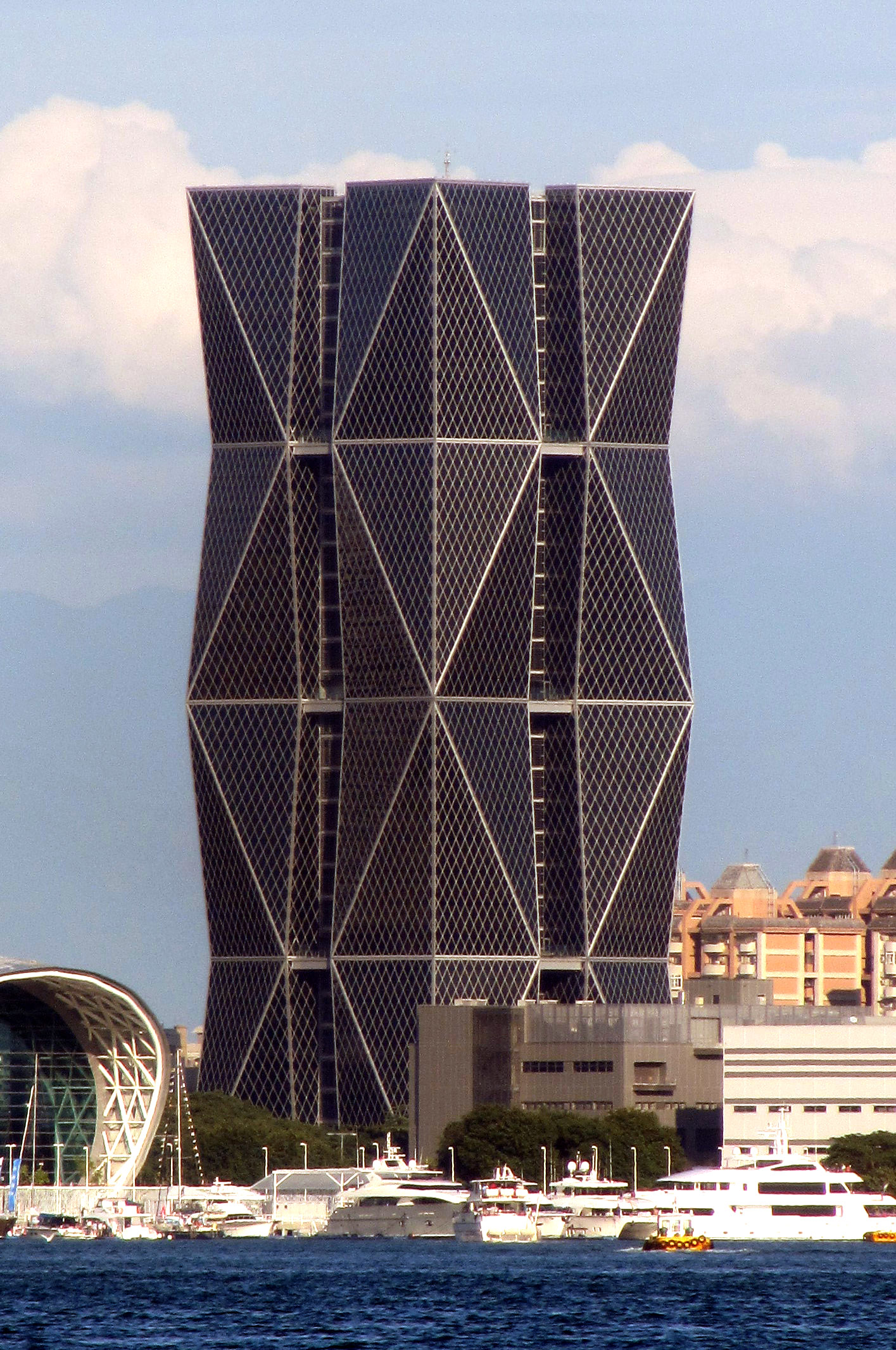
鄰近高雄港的中鋼總部大樓

### 輕軌
- █ 輕軌軟體園區站

### 公車
| 編號              | 經營業者   | 區間                                     | 備註 |
| ----------------- | ---------- | ---------------------------------------- | ---- |
| 72B               | 漢程客運   | 金獅湖站－中正高工                       |      |
| 環狀幹線（168東） | 漢程客運   | 金獅湖站－金獅湖站                       |      |
| 環狀幹線（168西） | 漢程客運   | 金獅湖站－金獅湖站                       |      |
| 紅16              | 東南客運   | 軟體園區－捷運三多商圈站                 |      |
| 綠1 區間          | 南台灣客運 | 香蕉碼頭－正勤社區                       |      |
| 黃1延             | 漢程客運   | 澄清湖棒球場－捷運三多商圈站－高雄展覽館 |      |

## 外部連結
- 中鋼公司（页面存档备份，存于）
- 中鋼集團總部大樓綠建築 簡介（页面存档备份，存于）

22°36′18.2″N 120°18′5.6″E / 22.605056°N 120.301556°E